# Безбожник (станция)
Безбожник — железнодорожная станция на участке Киров — Котлас Кировского региона Горьковской железной дороги, расположенная в поселке Безбожник Кировской области
Станция открыта для пассажирских и грузовых перевозок. На станции происходит посадка и высадка пассажиров на пригородные поезда, следующие до Лузы, Пинюга и Кирова. Поезда дальнего следования (до Воркуты, Нижнего Новгорода, Новороссийска и Адлера) на станции не останавливаются.

## История
Станция открыта на участке Киров — Котлас Пермь-Котласской железной дороги в 1932 году. В том же году при станции был основан одноименный поселок.
Несколько лет назад[чего?] при станции было построено новое здание вокзала. В здании расположены технические помещения, касса продажи билетов и зал ожидания для пассажиров.

## Железнодорожное сообщение
| № поезда       | Маршрут движения | № поезда       | Маршрут движения |
| -------------- | ---------------- | -------------- | ---------------- |
| 6641/6631/6621 | Луза — Киров     | 6626/6636/6644 | Киров — Луза     |
| 6633/6623      | Пинюг — Киров    | 6624/6634      | Киров — Пинюг    |